# 茨木则子
茨木则子（日语：茨木 のり子，1926年6月12日—2006年2月17日）是一位日本女詩人、劇作家、散文家、兒童文學作家和翻譯家。

## 生平
父亲是医生，母亲在她11岁时离世。1943年，茨木则子考入帝國女子醫學專門學校。东京遭遇美军空袭后，她作为医护人员参与救援。茨木则子后来根據自己的戰爭經歷写了一首诗叫作《当我最美丽的时候》 （わたしが一番きれいだったとき），这首诗後來被选入日本小学生课本。美国反越战运动期間，民歌歌手皮特·西格将这首诗谱写成歌曲《When I Was Most Beautiful》。
1946年9月，茨木则子毕业。茨木则子在帝國劇場看了仲夏夜之夢后，她决定成为一名剧作家。  
1949年，茨木则子与医生三浦安信结婚。兩人结婚二十五年后，三浦安信因肝癌去世。由于两人并未生育子女，丈夫去世後茨木则子开始了独居生活。
1955年，茨木则子出版了第一部诗集《对话》。茨木则子50歲時，她開始學習韓語。1991年，她憑藉《韓国現代詩選》獲得读卖文学奖-研究、翻譯獎。1999年，茨木则子出版诗集《不去倚靠》（倚りかからず），直到茨木则子去世時，发行量总计达十多万册。
2006年2月17日，茨木则子因蛛网膜下腔出血在家中去世。她的侄子未能與其取得聯絡而於2月19日來到茨木则子家中並發現了她的尸體。